# Masatoshi Takeichi

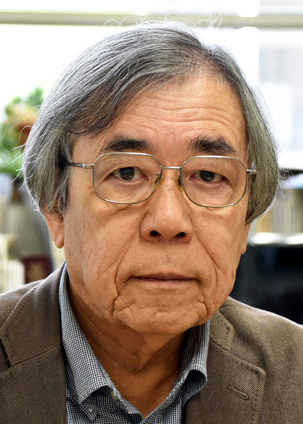
Masatoshi Takeichi

Masatoshi Takeichi (jap. 竹市 雅俊, Takeichi Masatoshi; * 27. November 1943) ist ein japanischer Zell- und Entwicklungsbiologe. Er gilt als einer der Pioniere der Erforschung der Zelladhäsion, insbesondere der Proteinfamilie der Cadherine.
Thomson Reuters (heute Clarivate Analytics) zählte Takeichi zu den Favoriten auf einen Nobelpreis für Physiologie oder Medizin (Thomson Reuters Citation Laureates).

## Leben
Takeichi erwarb an der Universität Nagoya 1966 einen Bachelor und 1968 einen Master in Biologie. 1973 erwarb er an der Universität Kyōto einen Ph.D. in Biophysik. Bereits ab 1970 hatte er an der Universität Kyōto eine Stelle als wissenschaftlicher Assistent inne, 1978 erhielt er dort eine erste Professur, 1986 eine ordentliche Professur für Biophysik. Hier war er von 1993 bis 1998 Leiter des Zentrums für molekulare Biologie und Entwicklungsbiologie. Von 1992 bis 1997 war Takeichi Gastprofessor am National Institute for Basic Biology in Okazaki. Von 1999 bis 2002 war er Professor für Biophysik an der Graduate School der Universität Kyōto, seit 2000 ist er Direktor des RIKEN-Zentrum für Entwicklungsbiologie in Kōbe.

## Wirken
Takeichi konnte wesentlich zur Aufklärung der molekularen Mechanismen der Zelladhäsion beitragen, insbesondere der Zell-Zell-Adhäsion. Hier konnte er nachweisen, dass es Calcium-abhängige und nicht-Calcium-abhängige Prozesse gibt, von denen erstere eine wesentliche Rolle dabei spielen, wie sich Zellen in höheren Lebewesen sortieren, und bei der Neigung bestimmter Tumoren, Metastasen zu bilden. Er entdeckte, dass Zellen verschiedener Gewebe unterschiedliche Transmembranproteine, die Cadherine, als Vertreter der Calcium-abhängigen Zelladhäsionsmoleküle exprimieren. Epithelien exprimieren das E-Cadherin, Nervenzellen das N-Cadherin und nicht-embryonale Zellen das P-Cadherin. Takeichi wies nach, dass insbesondere E-Cadherine und N-Cadherine als sogenannte klassische Cadherine homophil binden können, das heißt E- mit E-Cadherin und N- mit N-Cadherin. Takeichi konnte zeigen, dass Cadherine eine wichtige Rolle in der Embryonalentwicklung und im Nervensystem bei der Entstehung, Erhaltung und Funktion von Synapsen spielen. Durch den Nachweis der Cadherine auch bei Drosophila konnte er zeigen, dass die Proteinfamilie evolutionär stark konserviert ist. In der Proteinfamilie der Cadherine sind allein beim Menschen inzwischen über 80 verschiedene Cadherine bekannt.
Weitere Arbeiten Takeichis befassen sich mit dem α-Catenin und seiner Bedeutung für die Vermittlung der Zelladhäsion durch Cadherine. Er konnte zeigen, dass bei vielen Krebszellen das Cadherin-Catenin-System gestört ist. Neuere Arbeiten befassen sich mit der biologischen Funktion von weiteren, nicht-klassischen Mitgliedern der Cadherin-Familie (wie den Protocadherinen) und mit der Interaktion der Cadherine mit intrazellulären Strukturen und Prozessen wie dem Zytoskelett oder der Zellmotilität.

## Auszeichnungen (Auswahl)
- 1993 Keith R. Porter Lecture[2]
- 1993 Asahi-Preis[3]
- 2000 Mitglied der Japanischen Akademie der Wissenschaften[4]
- 2001 Keio Medical Science Prize (gemeinsam mit Tony Hunter)[5]
- 2004 Person mit besonderen kulturellen Verdiensten
- 2004 Auswärtiges Mitglied der American Academy of Arts and Sciences[6]
- 2005 Japan-Preis (gemeinsam mit Erkki Ruoslahti)[7][8]
- 2007 Auswärtiges Mitglied der National Academy of Sciences[9]
- 2020 Canada Gairdner International Award

## Schriften (Auswahl)
- M. Takeichi: Functional correlation between cell adhesive properties and some cell surface proteins. J. Cell Biol. 1977, 75, 464–474.
- N. Yoshida, M. Takeichi: Teratocarcinoma cell adhesion: Identification of a cell surface protein involved in calcium-dependent cell aggregation. Cell 1982, 28, 217–224.
- K. Hatta, M. Takeichi: Expression of N-cadherin adhesion molecules associated with early morphogenetic events in chicken embryos. Nature 1986, 320, 447–449.
- Y. Shirayoshi, K. Hatta, M. Hosoda, S. Tsunasawa, F. Sakiyama, M. Takeichi: Cadherin cell adhesion molecules with distinct binding specificities share a common structure. EMBO J. 1986, 5, 2485–2488.
- A. Nagafuchi, Y. Shirayoshi, K. Okazaki, K. Yasuda, M. Takeichi: Transformation of cell adhesion properties by exogenously introduced E-cadherin cDNA. Nature 1987, 329, 341–343.
- A. Nose, A. Nagafuchi, M. and Takeichi: Expressed recombinant cadherins mediate cell sorting in model systems. Cell 1988 54, 993–1001.
- S. Hirano, N. Kimoto, Y. Shimoyama, S. Hirohashi, M. Takeichi: Identification of a neural α-catenin as a key regulator of cadherin function and multicellular organization. Cell 1992, 70, 293–301.
- H. Togashi, K. Abe, A. Mizoguchi, O. Chisaka, M. Takeichi: Cadherin regulates dendritic spine morphogenesis. Neuron 2002, 35, 77–89.
- W. Meng et al.: Anchorage of microtubule minus ends to adherens junctions regulates epithelial cell-cell contacts. Cell 135. 948-59 (2008)
- T. Ishiuchi et al.: Mammalian Fat and Dachsous cadherins regulate apical membrane organization in the embryonic cerebral cortex. J Cell Biol 185. 959-67 (2009)
- K. Taguchi et al.: Mechanosensitive EPLIN-dependent remodeling of adherens junctions regulates epithelial reshaping. J Cell Biol 194.643-56 (2011)
- T. Ishiuchi, M. Takeichi: Willin and Par3 cooperatively regulate epithelial apical constriction through aPKC-mediated ROCK phosphorylation. Nat Cell Biol 13.860-6 (2011)
- T. Nishimura et al.: Planar cell polarity links axes of spatial dynamics in neural-tube closure. Cell 149.1084-97 (2012)
- N. Tanaka et al.: Nezha/CAMSAP3 and CAMSAP2 cooperate in epithelial-specific organization of noncentrosomal microtubules. Proc Natl Acad Sci U S A 49.20029-34 (2012)